# Karfanj
Karfanj (persiska: کرفنج, Karfanj-e ‘Olyā) är en ort i Iran.   Den ligger i provinsen Khuzestan, i den centrala delen av landet, 500 km söder om huvudstaden Teheran. Karfanj ligger 123 meter över havet och antalet invånare är 176.
Terrängen runt Karfanj är platt åt sydväst, men åt nordost är den kuperad.Runt Karfanj är det ganska tätbefolkat, med 58 invånare per kvadratkilometer. Närmaste större samhälle är Jāyezān, 13,7 km sydost om Karfanj. Trakten runt Karfanj är ofruktbar med lite eller ingen växtlighet.